# Kathâsaritsâgara
Le Kathâsaritsâgara (en sanskrit कथासरित्सागरः / Kathā sarit sāgaraḥ signifiant « L'Océan des rivières des contes ») est un recueil célèbre de légendes et de contes populaires de l'hindouisme, rédigé en sanskrit par Somadeva au XIe siècle. 

## Composition
Le recueil est composé de 18 livres de 124 chapitres, en tout plus de 22 000 vers et d'autres sections en prose. Le récit principal relate les aventures de Naravahanadatta, fils du roi légendaire Udayana. Un grand nombre de contes sont insérés dans le récit principal, formant ainsi le plus grand recueil de contes indiens.

## Variantes
Le Kathâ-sarit-sâgara affirme se fonder essentiellement sur le Brhat-katha (« Bṛhatkathā ») de Gunadhya, écrit en dialecte paisachi du Sud de l'Inde. Mais le Brhat-katha du Cachemire dont Somadeva a fait usage est parfois très différent de la version paisachi. Il existe en outre deux versions du Brhat-katha du Cachemire, en plus du Brhatkatha-sloka-samgraha népalais de Buddhasvamin. Comme ceux du Panchatantra, les récits du Kathâsaritsâgara se déroulent en de nombreuses parties du monde.

### Traductions
- (fr) Somadeva, Océan des rivières des contes, Pléiade, Gallimard, 1997,  (ISBN 2070114597)
- (fr) Somadeva, Contes du vampire, traduit du sanskrit par Louis Renou, Connaissance de l'Orient, Gallimard-Unesco, 1985,  (ISBN 2070705323)

### Études
- M. Y. Guet, « Bṛhatkathā — IIIe siècle — et le conte sanskrit », dans Pierre-Sylvain Filliozat, Dictionnaire des littératures de l'Inde, Paris, PUF, coll. « Quadrige  », 2001, 379 p. (ISBN 978-2-130-52135-8), p. 61-66